# Метёлкин, Юрий Иванович
Юрий Ива́нович Метёлкин (род. 27 июня 1953, Гомель) — советский и российский музыкант, поэт, вокалист и один из основателей популярной советской музыкальной группы ВИА «Синяя птица». Автор нескольких некоммерческих интернет-проектов — «Старое Радио», «Аудиопедия», «Свидетель» и др.

## Биография
Родился 27 июня 1953 года в городе Гомеле в Белорусской ССР. Отец — Иван Иванович
Метёлкин (1922—1992) — участник Великой Отечественной войны, шофёр. Мать — Валентина Михайловна Абросимова (род. 1925 — 17 августа 2024) — бухгалтер. После окончания средней школы в 1971—1974 годах учился на отделении культурно-просветительской работы Гомельского музыкально-педагогического училища (ныне — Гомельский государственный педагогический колледж им. Л. С. Выготского), в 1983—1987 годах — на одноимённом факультете Московского Государственного Института Культуры им. В. И. Ленина.
Во время учёбы в училище начал выступать в основанном в 1972 году при клубе Гомельского Фанерно-спичечного комбината вокально-инструментальном ансамбле «Мы, вы и гитары». В его составе также выступали Сергей Дроздов, Вячеслав Яцыно, Валерий Павлов, Борис Белоцерковский, Яков Цыпоркин и Владимир Блюм. Впоследствии ансамбль получил название «Голоса Полесья», становился лауреатом белорусских республиканских конкурсов и всесоюзного конкурса «Молодые голоса».
В январе 1975 году участники «Голосов Полесья» переезжают в г. Горький и работают в коллективе «Современник» Горьковской филармонии; в 1976 году коллектив переезжает в Куйбышев и берёт новое название — ВИА «Синяя птица». 22 февраля 1976 года в Тольятти состоялся первый афишный концерт коллектива.
В июле 1977 года из творческих соображений Ю. Метелкин уходит из ВИА «Синяя птица» и переезжает в Москву. В дальнейшем вплоть до начала перестройки работал в разных музыкальных группах Московского Объединения Музыкальных Ансамблей (МОМА), из них 12 лет вокалистом, в составе ансамбля под управлением джазового пианиста Габиля Зейналова.
В 90-е годы был вынужден уйти из профессии и занимался различными формами коммерческой деятельности. В 2007 году начал вести некоммерческий культурный интернет-проект «Старое Радио» и «Аудиопедия», связанные с поиском, реставрацией, сохранением и предоставлением всеобщего и бесплатного доступа к радио наследию «Золотого века радиотеатра». Ю. Метёлкин является идеологом сокращения срока действия авторского права и скорейшей передачи культурного наследия народов СССР во всеобщее пользование (public domain). Наряду со спасением радио-архивов, на примере операции по спасению архива Иркутского радио «Восток», ведёт совместные проекты по оцифровке, сохранению и экспонированию звукового наследия с творческими организациями — ВТО, ЦДА, ЦДРИ, РосАрхив, МосАрхив, Дом-музей Марины Цветаевой, различными частными архивами и коллекциями. Экспонирование ведётся не только в рамках интернет-радиовещания, но и на площадке AudioPedia, вмещающей в себя тематические разделы — Свидетель, Театрология, Репортаж, Лекториум, Фонохрестоматия.
В апреле 2013 года Ю. Метёлкин передал в дар Гостелерадиофонду спасенные 30 тысяч катушек магнитной плёнки с фондовыми записями СССР, которые сам фонд списал и выбросил на свалку за 20 лет до этого.

## Награды и премии
- Лауреат Всероссийского Фестиваля интернет-проектов «Новая реальность» в номинации «Культура» — 2009
- Лауреат Всероссийского конкурса интернет-проектов «Позитивный контент» в региональной номинации — 2009
- Лауреат премии губернатора Московской области «Наше Подмосковье» в номинации «Связь времён» — 2014[1]
- Премия «Свободные знания» (Вики-премия) — за создание фонографических архивов «Свидетель»[2] и «Репортаж»[3], являющихся частью проекта «Аудиопедия» и содержащих уникальные записи, многие из которых перешли в общественное достояние — 2016

## Интернет-проекты
- Старое Радио
- АудиоПедия
- Свидетель
- Театрология
- Репортаж
- Лекториум
- Школьная фонохрестоматия

## СМИ о Ю. Метёлкине и его проектах
- «Старое Радио» передаёт 30 тысяч катушек магнитной плёнки весом пять тонн в архив Гостелерадиофонда на вечное хранение, исследование и возвращение в радиоэфир. Телеканал «Культура», 12 февраля 2013.
- Рожденные в СССР. Юрий Метелкин. «Старое радио» . Телеканал «Ностальгия», 11 июня 2013.
- Репортаж на ТВ Культура об акции Старого Радио — Спасение архива Иркутского радио. Телеканал «Культура», 2013.
- Старые радио спектакли теперь можно послушать и онлайн. GuberniaTV, 14 сентября 2014.
- Карпов А. Энтузиасты спасли уникальные аудиозаписи от уничтожения «Вести. Москва», 6 сентября 2012.
- Кострова Н. Юрий Метелкин: «Ё-моё, затерли!». Создатель проекта «Старое радио» рассказывает о том, как он спасает уникальные аудиозаписи, и предлагает послушать его любимые радиоспектакли. Colta.Ru, 6 августа 2013.
- Наши Люди! «Российская газета», 5 декабря 2014.
- Победителем премии «Наше Подмосковье» стал один из основателей ВИА «Синяя птица» Юрий Метёлкин. «Общественная палата Московской области», 20 ноября 2014.
- Услышать голос павшего солдата. Юрий Метелкин, экс-солист группы «Синяя птица», много лет занимается спасением радиофондов. «Вечерняя Москва», 12 августа 2014.
- Интернет-проект «АудиоПедия» стал лауреатом конкурса «Позитивный контент» «Общая Газета», 17 декабря 2009.
- Юрий Метёлкин у Ксении Стриж на «Весна FM 94.4»
- Юрий Метёлкин на радиостанции «Серебряный Дождь»
- В поисках утраченного времени. Видео-интервью для журнала «Эксперт», 2014.
- Старое радио. ТВ «красная линия», реж. А. Кучумов. 2014.
- Видео-интервью Ю. Метёлкина различным телеканалам.
- Фильм «Старое радио» (2023)